# Oakwood (Georgia)
Oakwood es una ciudad ubicada en el condado de Hall en el estado estadounidense de Georgia. En el año 2000 tenía una población de 2.689 habitantes.

## Geografía
Oakwood se encuentra ubicada en las coordenadas 34°13′52″N 83°52′57″O / 34.23111, -83.88250 (34.230976, -83.882364).
Según la Oficina del Censo, la localidad tiene un área total de 8,1 km² (3,1 mi²), de la cual 8,1 km² (3,1 mi²) es tierra y 0 km² (0 mi²) (0.00%) es agua.

## Demografía
Según la Oficina del Censo en 2000 los ingresos medios por hogar en la localidad eran de $37,862, y los ingresos medios por familia eran $43,308. Los hombres tenían unos ingresos medios de $31,413 frente a los $21,414 para las mujeres. La renta per cápita para la localidad era de $16,083. 